# Fernand Vercauteren

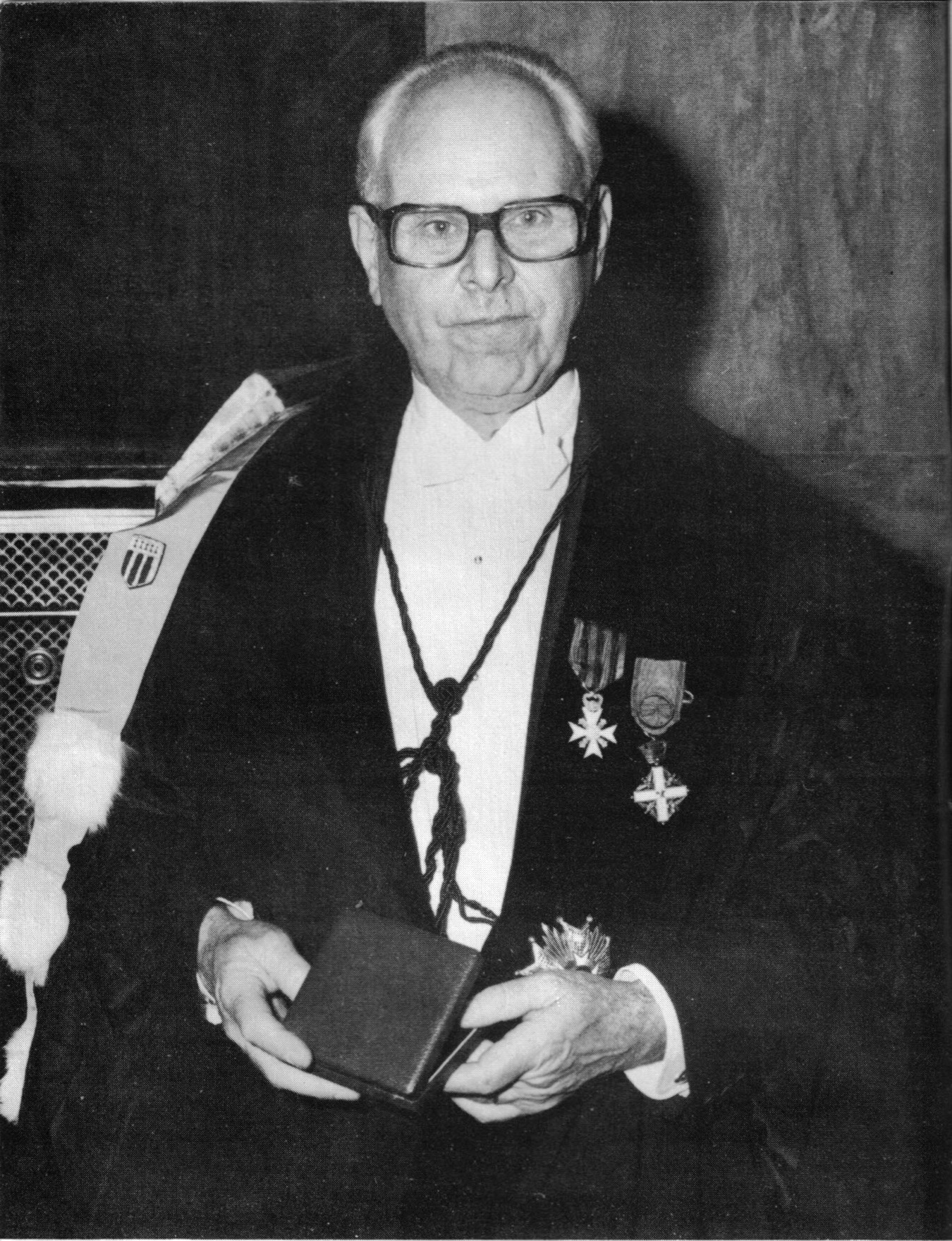
Fernand Vercauteren (1978)

Fernand Jean Alphonse Vercauteren (Ledeberg, 3 augustus 1903 - Gent, 12 februari 1979) was een Belgisch historicus en hoogleraar aan de Université de Liège.

## Biografie
Fernand Vercauteren liep school aan het atheneum van Gent en studeerde geschiedenis aan de Rijksuniversiteit Gent, waar hij les volgde onder Henri Pirenne en François Louis Ganshof. Hij volgde ook lessen in Parijs bij Ferdinand Lot en Maurice Prou en in Wenen bij Alfons Dopsch.
In 1931 werd hij leraar aan het atheneum van Elsene en docent aan de Koloniale Hogeschool van België in Antwerpen en in 1938 aan de Université de Liège in 1938. Na het overlijden van Jules Closon in 1942 werd hij benoemd tot gewoon hoogleraar aan de Luikse universiteit. Hij bekleedde er de leerstoel middeleeuwse geschiedenis tot hij in 1973 met emeritaat ging. Van 1948 tot 1949 was hij tevens attaché op het kabinet van minister van Openbaar Onderwijs Camille Huysmans (BWP). Ook was hij in 1960 betrokken bij de oprichting van het geschiedeniscomité van het Gemeentekrediet van België, later Pro Civitate geheten, waarvan hij van 1966 tot 1977 voorzitter was.
Vercauteren publiceerde veel over stedelijke geschiedenis van de middeleeuwen. Ook was hij gespecialiseerd in de diplomatiek. Hij publiceerde onder meer over de akten van Karel de Eenvoudige en Giselbert van Bergen. In 1938 publiceerde hij de akten van de graven van Vlaanderen voor de periode van 1071 tot 1128, wat overeenkomt met de heerschappijen van Robrecht I de Frie, Robrecht II van Jeruzalem, Boudewijn VII met de Bijl en Karel de Goede. Na de Tweede Wereldoorlog nam Vercauteren het Frans-Belgische tijdschrift Le Moyen Âge opnieuw in handen, waarvan de uitgave was onderbroken door de oorlog en het overlijden van Maurice Wilmotte. Hij werd een van de vier co-directeuren, samen met zijn Luikse collega Maurice Delbouille en de Franse mediëvisten Robert Bossuat en Léon Levillain. Met de steun van zijn leerling André Joris was hij een van de drijvende krachten achter het tijdschrift tot aan zijn overlijden.
Hij werd in 1947 plaatsvervangend lid, in 1955 werkend lid en in 1965 secretaris-penningmeester van de Koninklijke Commissie voor Geschiedenis, in 1954 erelid van het Institut für Österreichische Geschichtsforschung, in 1960 corresponderend lid en in 1965 werkend lid van de Académie royale de Belgique, in 1962 lid van de Medieval Academy of America, in 1965 lid van de Internationale Commissie voor Stadsgeschiedenis, in 1967 lid van het Institut de France, in 1975 lid van de Accademia dei Lincei. Van 1949 tot 1954 was hij ook directeur van de Academia Belgica in Rome. Hij ontving eredoctoraten aan de universiteiten van Clermont, Rennes en Nancy.

## Publicaties (selectie)
- Étude sur les civitates de la Belgique Seconde, contribution à l'histoire urbaine du nord de la France, de la fin du IIIe à la fin du XIe siècle, Brussel, Académie royale de Belgique, 1934.
- Actes des comtes de Flandre, 1071-1128, Brussel, Palais des Académies, 1938.
- Luttes sociales à Liège, XIIIe et XIVe siècles, Brussel, La Renaissance du livre, 1943.
- Cent ans d'histoire nationale, Brussel, La Renaissance du livre, 1959.
- Atlas historique et culturel de l'Europe, Brussel, Meddens, 1962.
- L'Europe. Histoire et culture, Brussel, Meddens, 1972.
- Etudes d'histoire medievale. Recueil d'articles du Professeur Vercauteren, Brussel, Gemeentekrediet van België, 1978.